# Carlos Ferrer Salat
Carlos Ferrer Salat (Barcelona, 22 de marzo de 1931-ibidem, 18 de octubre de 1998) fue un economista, empresario, político y deportista español.
Fue un destacado personaje de la España de la segunda mitad del siglo xx. Como deportista destacó en la práctica del tenis, como empresario y economista tuvo relevancia al ser el impulsor y fundador de la Confederación Española de Organizaciones Empresariales (CEOE) y como dirigente deportivo participó activamente en la consecución de los Juegos Olímpicos de Barcelona de 1992 y de la modernización y profesionalización del deporte español.

## Biografía
Carlos Ferrer Salat nació en Barcelona el 22 de marzo de 1931 en el seno de una familia industrial catalana vinculada con la actividad química y alimentaria desde finales del siglo XIX. Estudió ingeniería química obteniendo la diplomatura en 1953. Luego cursó las carreras de Economía, y de Filosofía y Letras. Pero su pasión era el deporte y en especial el tenis en el cual participó de forma profesional hasta un año después de su diplomatura y llegó a ser campeón de España. A partir de ese momento comenzó a participar en la actividad industrial y económica. 

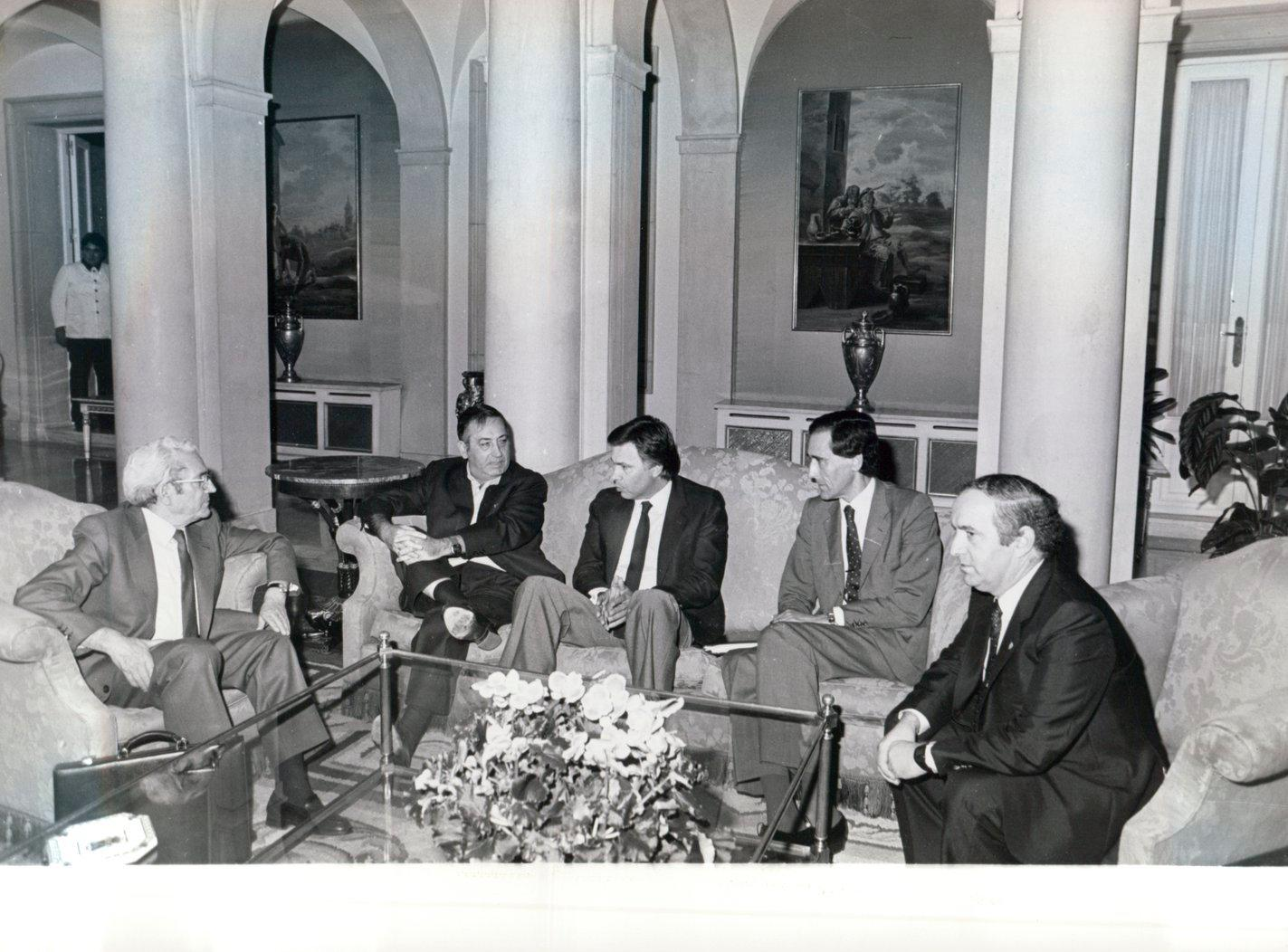
En La Moncloa en octubre de 1983, con Felipe González y personalidades patronales y sindicales como Nicolás Redondo, Marcelino Camacho y Juan Jiménez Aguilar.

Se casó con Blanca Serra di Migni y de esa unión tuvo dos hijos, Beatriz y Sergio. Beatriz fue medalla de plata por equipos y bronce individual en los Juegos de Atenas 2004 en doma clásica. 
El domingo 18 de octubre de 1998 fallecía de una parada cardíaca en su casa de Barcelona. El fallecimiento fue sorpresivo al ostentar Carlos Ferrer una buena salud y al haber pasado una revisión médica pocos días antes.
Carlos Ferrer obtuvo distinciones de los gobiernos alemán, francés, sueco, belga y español, así como del de Cataluña.

## Actividad industrial, económica y política
En el campo industrial se dedicó a la industria química y farmacéutica donde dirigió varias empresas y fue consejero de algunas multinacionales. Su actividad principal se centró en la empresa Laboratorios Ferrer S.L. que en 1975 se convirtió en Ferrer Internacional S.A.. Además de esa compañía fundó otras entre la que destaca Enclavamientos y Señales, S.A. (EYSSA) que posteriormente se integraría en la Corporación Industrial Catalana.
En la actividad económica llegó a ser presidente del Banco de Europa y presidente de UNICE (Union des Confédérations de l'Industrie et des Employeurs d'Europe) y de LECE (Comité Español de la Liga Europea de Cooperación Económica).
En 1976, junto con otros industriales y empresarios del Círculo de Economía de Barcelona, impulsó la creación del partido Centre Català, si bien no se implicó en la andadura política del partido, que acabaría formando parte de Centristes de Catalunya. Fue uno de los impulsores y fundadores de la Confederación Española de Organizaciones Empresariales (CEOE) que presidió en dos periodos desde su fundación, en junio de 1977, hasta 1984 cuando fue sustituido por José María Cuevas. Esta asociación empresarial permitió la integración y organización e las empresas españolas en el período de la transición. Participó como miembro de la Comisión Trilateral y fue el primer presidente del Círculo de Economía de Barcelona. Sus actividades no se limitaron a los terrenos de la industria, economía y deportes ya que transcendieron a la cultura en la que participó activamente como miembro de varias fundaciones de estímulo a la investigación y a la creación musical.
Carlos Ferrer afrontó el reto que la transición española suponía a la industria con una visión clara y concreta. Él decía que el país necesitaba de empresarios. Basaba su idea de economía moderna en la competencia, en la flexibilidad del sistema, la drástica contención del gasto público, el potenciamiento del ahorro y la inversión, la moderación de los costes empresariales y energéticos y en el fomento y la innovación tecnológica.
Su actitud liberal hizo que sus relaciones con el gobierno del PSOE, presidido por Felipe González, se basaran en la pura negociación, tal como él mismo señalaba, sin beligerancia ni hostilidad. Tenía claro que era obligado el esforzarse, junto al gobierno socialista, para sacar al país de la crisis que padecía pero subrayaba que 

pero siempre ha de tener presente el Gobierno que esta actitud no supone, ni mucho menos, ayudar a realizar un programa socialista.

En una conferencia que dio en el Club Siglo XXI en mayo de 1983 decía que 

cuando en las calles de nuestro país se escuchaban hace pocos días gritos que piden "por cada obrero parado, un patrón ahorcado" o cuando una expropiación que no ha respetado debidamente las garantías jurídicas se explica por el Gobierno a los españoles aduciendo razones técnicas, de nada vale hacer después cantos de alabanza recabando la necesidad que tiene el país de más y mejores empresarios.

## Carrera deportiva
Como tenista profesional llegó a ser campeón de España en 1953 y desde esta fecha hasta el año siguiente, en que abandonó la práctica profesional, fue el número 1 del equipo español en la Copa Davis. Participó en los torneos de internacionales de Wimbledon, Roland Garros y el Godó.
Sus relación con el deporte se mantuvo participando en actividades de organización. En 1985 (1986 según otras fuentes) fue nombrado miembro del Comité Olímpico Internacional y presidente de la Asociación Barcelona Olímpica. En 1987 fue nombrado presidente del Comité Olímpico Español. Desde esos puesto realizó una labor de renovación del deporte español, tal fue su actividad que su nombre se utiliza para el trofeo que premia la promoción del deporte en España.
Desde la presidencia del COE impulso el programa ADO, Asociación Deportes Olímpicos, para la preparación de los deportistas españoles para los Juegos Olímpicos de Seúl 1988 primero y luego para Barcelona 1992. El programa ADO se basa en la financiación de la preparación de deportistas de élite mediante fondos obtenidos de empresas. El programa ADO fue un éxito al alcanzar los deportistas españoles unos excelentes resultados en los JJ. OO. de Barcelona y en los de Atlanta (1996).
Falleció en su domicilio en Barcelona el 18 de octubre de 1998 debido a un paro cardiaco.

## Premios, reconocimientos y distinciones
- Gran Cruz de la Real Orden del Mérito Deportivo, otorgada por el Consejo Superior de Deportes (1996)
- Medalla de Oro de la Real Orden del Mérito Deportivo, otorgada por el Consejo Superior de Deportes (1994)[4]